# Liste der Ramsar-Gebiete in Lesotho
Das Ramsar-Gebiet in Lesotho ist nach der 1971 beschlossenen Ramsar-Konvention eine besondere Schutzzone für natürliche Feuchtgebiete auf dem Territorium des Landes. Es besitzt gemäß dem Anliegen dieses völkerrechtlichen Vertrags eine hohe Bedeutung und dient insbesondere dem Erhalt der Lebensräume von Wasser- und Watvögeln. In Lesotho sind diese Bestimmungen mit Wirkung vom 1. November 2004 in Kraft getreten.
In Lesotho existiert ein Ramsar-Gebiet (Stand 2024) mit einer Fläche von 434 Hektar.

## Liste der Ramsar-Gebiete von Lesotho
Quelle:
| \| Lets’eng-la-Letsie \| |
| Lets’eng-la-Letsie       |

| Lets’eng-la-Letsie |